# 东华镇 (华亭市)
东华镇，是中华人民共和国甘肃省平凉市华亭市下辖的一个乡镇级行政单位。

## 行政区划
东华镇下辖以下地区：
东大街社区、南新街社区、西大街社区、北大街社区、华矿社区、矿务局社区、梅苑社区、文化街社区、东华社区、西关社区、前岭社区、东峡社区、北河村、黎明村、庞磨村、王峡口村、南村沟村、裕光村、月圆村和刘家沟村。